# Yutong U18
De Yutong U18 is een elektrisch aangedreven bustype van het Chinese concern Yutong.

## Inzet
Keolis Nederland heeft in 2024 15 bussen besteld voor de concessie Utrecht Buiten. De eerste 5 bussen worden in 2025 geleverd en de laatste in 2028.
| Bedrijf          | Aantal | Status     | Series        | Inzet                                              | Opmerkingen            | Afbeelding |
| Italië           | Italië | Italië     | Italië        | Italië                                             | Italië                 | Italië     |
| ---------------- | ------ | ---------- | ------------- | -------------------------------------------------- | ---------------------- | ---------- |
| Arriva           | 1      | In dienst  | GU7090        | Omgeving Internationale luchthaven Milano-Malpensa |                        |            |
| ATB              | 2      | In dienst  | 688 - 689     | Bergamo                                            |                        |            |
| Nederland        |        |            |               |                                                    |                        |            |
| Keolis Nederland |        | In aanbouw | 8601 - 86xx   | Utrecht Buiten                                     | In U-bus uitvoering.   |            |
| Keolis Nederland |        | In aanbouw | 8701 - 87xx   | Utrecht Buiten                                     | In U-liner uitvoering. |            |
| Noorwegen        |        |            |               |                                                    |                        |            |
| Boreal Buss      | 3      | In dienst  | 3768 - 3770   | Kristiansand                                       | AKT                    |            |
| Nobina Norge     | 54     | In aanbouw | 1738? - 1791? | Oslo                                               | Ruter                  |            |
| Vy Buss          | 17     | In dienst  | 3464 - 3479   | Drammen                                            | Brakar                 |            |
| Vy Buss          | 10     | In dienst  | 3558 - 3567   | Trondheim                                          | AtB                    |            |

## Verglijkbare modellen
- Yutong U10; 10,5m uitvoering
- Yutong U11DD; 11m dubbeldekker uitvoering
- Yutong U12; 12m uitvoering
- Yutong U12DD; 12m dubbeldekker uitvoering
- Yutong U13; 13m uitvoering
- Yutong U15; 15m uitvoering